# Liste der italienischen Botschafter in Deutschland
Liste der Gesandten und Botschafter des Königreichs Italien (1861–1946) und der Italienischen Republik (seit 1946) in Deutschland.

## Missionschefs

### Italienische Gesandte beim Deutschen Bund
Sardinische (bis 1862) und italienische Gesandte beim Bundestag des Deutschen Bund in Frankfurt am Main. Das Königreich Sardinien war der einzige der italienischen Staaten vor 1861, der bevollmächtigte Minister an den Bundestag entsandte.
1835: Aufnahme diplomatischer Beziehungen
- 1835–1838: Carlo Rossi (1797–1864)
- 1838–1848: Fabio Pallavicini (1795–1872), Resident in München

1848–1856: Unterbrechung der Beziehungen
- 1856–1862: Giulio Camillo De Barral de Monteauvrand (1815–1880) Ab 1862: Gesandter des Königreich Italien[1]
- 1862–1866: Giulio Camillo de Barral de Monteauvrand (1815–1880)

1866: Auflösung der Gesandtschaft

### Italienische Botschafter im Deutschen Reich
1871: Aufnahme diplomatischer Beziehungen
Anfangs als Gesandter, ab 1875 im Titel und Rang eines Botschafters
| Ernannt / Akkreditiert | Name                        | Bemerkungen                         | ernannt während der Regierung von | akkreditiert während der Regierung | Posten verlassen |  |
| ---------------------- | --------------------------- | ----------------------------------- | --------------------------------- | ---------------------------------- | ---------------- |  |
| 20. Apr. 1871          | Edoardo de Launay           |                                     | Urbano Rattazzi                   | Wilhelm I.                         |                  |  |
| 13. Jan. 1876          | Edoardo de Launay           |                                     | Agostino Depretis                 | Wilhelm I.                         |                  |  |
| 7. Aug. 1892           | Carlo Lanza                 |                                     | Giovanni Giolitti                 | Wilhelm II.                        |                  |  |
| 22. Nov. 1906          | Alberto Pansa               |                                     | Sidney Sonnino                    | Wilhelm II.                        |                  |  |
| 13. Jan. 1913          | Riccardo Bollati            | [ 2 ]                               | Giovanni Giolitti                 | Wilhelm II.                        |                  |  |
| 18. Apr. 1920          | Giacomo De Martino          |                                     | Francesco Saverio Nitti           | Kabinett Bauer                     |                  |  |
| 23. Okt. 1920          | Alfredo Frassati            |                                     | Francesco Saverio Nitti           | Kabinett Bauer                     |                  |  |
| 12. Nov. 1922          | Alessandro De Bosdari       |                                     | Benito Mussolini                  | Kabinett Cuno                      |                  |  |
| 23. Feb. 1926          | Luigi Aldrovandi Marescotti |                                     | Benito Mussolini                  | Wilhelm Marx                       |                  |  |
| 14. Nov. 1929          | Luca Orsini Baroni          |                                     | Benito Mussolini                  | Hermann Müller                     |                  |  |
| 25. Aug. 1932          | Vittorio Cerruti            |                                     | Benito Mussolini                  | Kabinett Papen                     |                  |  |
| 26. Juli 1935          | Bernardo Attolico           |                                     | Benito Mussolini                  | Kabinett Hitler                    |                  |  |
| 6. Mai 1940            | Dino Alfieri                |                                     | Benito Mussolini                  | Kabinett Hitler                    |                  |  |
| nach 25. Juli 1943     | Delfino Rogeri di Villanova | geschäftsführend                    | Pietro Badoglio                   | Kabinett Hitler                    |                  |  |
| 8. Sep. 1943           | Alberto Pariani             | ernannt aber nicht angetreten       | Pietro Badoglio                   | Kabinett Hitler                    |                  |  |
| 18. Sep. 1943          | Filippo Anfuso              | nur für Italienische Sozialrepublik | Benito Mussolini                  | Kabinett Hitler                    |                  |  |

### Italienische Botschafter in der Bundesrepublik Deutschland
Vitale Giovanni Gallina (* 15. Dezember 1903 in Salzburg; † 17. Januar 1950 in Fort de Montessuy, Caluire-et-Cuire) leitete 1947 das italienische Generalkonsulat in Frankfurt am Main.
Von 1950 bis 2003 befand sich die Kanzlei der italienischen Botschaft in der Karl-Finkelnburg-Straße 49–53, Bonn-Bad Godesberg; die Residenz des Botschafters befand sich in der Rolandstraße 43. Seit 2003 befindet sich die Italienische Botschaft wieder in Berlin.
1950: Aufnahme diplomatischer Beziehungen
| Ernannt / Akkreditiert | Name                      | Bemerkungen     | ernannt während der Regierung von | akkreditiert während der Regierung | Posten verlassen |
| ---------------------- | ------------------------- | --------------- | --------------------------------- | ---------------------------------- | ---------------- |
| 13. Jan. 1950          | Francesco Babuscio Rizzo  |                 | Alcide De Gasperi                 | Kabinett Adenauer I                |                  |
| 18. Nov. 1954          | Umberto Grazzi            |                 | Amintore Fanfani                  | Kabinett Adenauer II               |                  |
| 18. Jan. 1958          | Pietro Quaroni            |                 | Amintore Fanfani                  | Kabinett Adenauer III              |                  |
| 5. Mai 1961            | Gastone Guidotti          |                 | Fernando Tambroni                 | Kabinett Adenauer III              |                  |
| 26. Okt. 1964          | Mario Luciolli            |                 | Aldo Moro                         | Kabinett Erhard I                  | 1. Nov. 1975     |
| 1. März 1976           | Corrado Orlandi Contucci  |                 | Giulio Andreotti                  | Kabinett Schmidt I                 |                  |
| 14. Jan. 1980          | Luigi Vittorio Ferraris   |                 | Francesco Cossiga                 | Kabinett Schmidt II                |                  |
| 19. Nov. 1987          | Raniero Vanni d’Archirafi |                 | Amintore Fanfani                  | Kabinett Kohl III                  |                  |
| 5. Juli 1989           | Marcello Guidi            |                 | Giulio Andreotti                  | Kabinett Kohl III                  |                  |
| 8. Juni 1992           | Umberto Vattani           |                 | Giuliano Amato                    | Kabinett Kohl IV                   |                  |
| 16. Sep. 1996          | Enzo Perlot               |                 | Romano Prodi                      | Kabinett Kohl V                    |                  |
| 5. Feb. 2001           | Silvio Fagiolo            |                 | Silvio Berlusconi                 | Kabinett Schröder I                | 2005             |
| 7. Sep. 2005           | Antonio Puri Purini       |                 | Silvio Berlusconi                 | Kabinett Schröder II               | Juli 2009        |
| 20. Juli 2009          | Michele Valensise         |                 | Silvio Berlusconi                 | Kabinett Merkel I                  |                  |
| 24. Aug. 2012          | Elio Menzione             |                 | Mario Monti                       | Kabinett Merkel II                 |                  |
| 23. Sep. 2014          | Pietro Benassi            |                 | Matteo Renzi                      | Kabinett Merkel III                |                  |
| 31. Aug. 2018          | Alessandro Gaudiano       | Geschäftsträger | Giuseppe Conte                    | Kabinett Merkel IV                 |                  |
| 19. Dez. 2018          | Luigi Mattiolo            |                 | Giuseppe Conte                    | Kabinett Merkel IV                 | 26. Feb. 2021    |
| 21. Juni 2021          | Armando Varricchio        |                 | Mario Draghi                      | Kabinett Merkel IV                 |                  |
| 31. Jan. 2025          | Fabrizio Bucci            |                 | Giorgia Meloni                    | Kabinett Scholz                    |                  |

## Italienische Gesandte in deutschen Staaten (vor 1871)

### Italienische Gesandte in Baden
- 1869–1870: Isacco Artom (1829–1900)
- 1870–1871: Salvatore Tugini (1842–1906)

### Italienische Gesandte bei den Hansestädten
- 1863–1870: Gabriele Galateri di Genola (Geschäftsträger)[4]

### Italienische Gesandte in Preußen
Von den italienischen Staaten vor 1861 entsandte das Königreich Sardinien seit 1774 bevollmächtige Minister an den preußischen Hof in Berlin (siehe → Liste der sardinischen Gesandten in Preußen). Ab 1867 bzw. 1869 waren die italienischen Gesandten in Berlin auch in folgenden Staaten akkreditiert: im Königreich Sachsen, im Großherzogtum Mecklenburg-Schwerin, im Großherzogtum Oldenburg, im Herzogtum Braunschweig, Herzogtum Sachsen-Coburg und Gotha, im Herzogtum Sachsen-Meiningen und im Herzogtum Sachsen-Weimar-Eisenach
1861: Aufnahme diplomatischer Beziehungen
- 1861–1864: Edoardo de Launay (1820–1892)
- 1864–1867: Giulio Camillo de Barral de Monteauvrand (1815–1880)
- 1867–1871: Edoardo de Launay (1820–1892)

Ab 1871: Gesandter im Deutschen Reich (siehe oben)

### Italienische Gesandte in Württemberg
- 1867–1871: Giuseppe Greppi (1819–1921)
- 1871–1876: Luigi Rati-Oppizione (1827–1902)